# Fußball-Weltmeisterschaft 2010/Algerien

## Qualifikation
Die Mannschaft von Trainer Rabah Saâdane qualifizierte sich über die Qualifikationsspiele des afrikanischen Fußballverbandes CAF für die Weltmeisterschaft in Südafrika.
In der zweiten Qualifikationsrunde traf Algerien in der Gruppe 6 auf Gambia, Senegal und Liberia. Nach sechs absolvierten Partien stieg Algerien als Gruppensieger in die Runde 3 auf.
Dort traf das algerische Nationalteam in der Gruppe 3 auf Ägypten, Sambia und Ruanda. Nach sechs gespielten Partien stand Algerien zusammen mit Ägypten auf dem ersten Gruppenplatz, hatte aber gleiche viele Punkte wie die ägyptische Nationalmannschaft und auch die identische Tordifferenz. Weiters erzielten die beiden Teams in den sechs Qualifikationsspielen mit jeweils neun Treffern die gleiche Anzahl an Toren. Auch in den beiden direkten Duellen gegeneinander konnte jedes Team je einmal gewinnen und erreichte auch hierbei eine Tordifferenz von 3:3, weshalb der WM-Endrunden-Teilnehmer nach Verzicht auf Losentscheidung mittels Entscheidungsspiel in einem neutralen Land ermittelt wurde. Algerien gewann in dieser im Sudan ausgetragenen Partie mit 1:0 und qualifizierte sich somit für die WM-Endrunde.
Nachdem es beim Qualifikationsspiel der beiden Mannschaften am 14. November 2009 bereits zu schweren Ausschreitungen der Fans beider Mannschaften gekommen war, kam es nach dem Entscheidungsspiel am 18. November zu weiteren Übergriffen beider Anhängerschaften.

### Zweite Runde
31. Mai 2008:
Senegal – Algerien 1:0 (0:0)
6. Juni 2008:
Algerien – Liberia 3:0 (2:0)
14. Juni 2008:
Gambia – Algerien 1:0 (1:0)
20. Juni 2008:
Algerien – Gambia 1:0 (1:0)
15. September 2008:
Algerien – Senegal 3:2 (0:0)
11. Oktober 2008:
Liberia – Algerien 0:0

### Dritte Runde
28. März 2009:
Ruanda – Algerien 0:0
7. Juni 2009:
Algerien – Ägypten 3:1 (0:0)
20. Juni 2009:
Sambia – Algerien 0:2 (0:1)
6. September 2009:
Algerien – Sambia 1:0 (0:0)
11. Oktober 2009:
Algerien – Ruanda 3:1 (2:1)
14. November 2009:
Ägypten – Algerien 2:0 (1:0)

### Entscheidungsspiel
18. November 2009:
Algerien – Ägypten 1:0 (1:0)

## Algerisches Aufgebot
Die Fennecs unterlagen in einem Vorbereitungsspiel Ende Mai gegen Irland mit 0:3. Am 6. Juni schlugen sie dann in Fürth die Nationalelf der VAE durch einen Treffer Zianis mit 1:0.
Zum 1. Juni 2010 hat Trainer Rabah Saâdane folgendes endgültige Aufgebot benannt:
| Nr.               | Name                | Verein vor WM-Beginn     | Geburtstag | Spiele   | Tore     |          |          |          |          |
| Torhüter          | Torhüter            | Torhüter                 | Torhüter   | Torhüter | Torhüter | Torhüter | Torhüter | Torhüter | Torhüter |
| ----------------- | ------------------- | ------------------------ | ---------- | -------- | -------- | -------- | -------- | -------- | -------- |
| 1                 | Lounès Gaouaoui     | ASO Chlef                | 28.09.1977 | 0        | 0        | 0        | 0        | 0        |          |
| 16                | Faouzi Chaouchi     | ES Sétif                 | 05.12.1984 | 1        | 0        | 0        | 0        | 0        |          |
| 23                | Raïs M’Bolhi        | Slawia Sofia             | 25.04.1986 | 2        | 0        | 0        | 0        | 0        |          |
| Abwehrspieler     |                     |                          |            |          |          |          |          |          |          |
| 2                 | Madjid Bougherra    | Glasgow Rangers          | 07.10.1982 | 3        | 0        | 0        | 0        | 0        |          |
| 3                 | Nadir Belhadj       | FC Portsmouth            | 18.06.1982 | 3        | 0        | 0        | 0        | 0        |          |
| 4                 | Anthar Yahia        | VfL Bochum               | 21.03.1982 | 3        | 0        | 1        | 1        | 0        |          |
| 5                 | Rafik Halliche      | Benfica Lissabon         | 02.09.1986 | 3        | 0        | 0        | 0        | 0        |          |
| 12                | Habib Bellaïd       | US Boulogne              | 28.03.1986 | 0        | 0        | 0        | 0        | 0        |          |
| 14                | Abdelkader Laïfaoui | ES Sétif                 | 29.07.1981 | 0        | 0        | 0        | 0        | 0        |          |
| 18                | Carl Medjani        | AC Ajaccio               | 15.05.1985 | 0        | 0        | 0        | 0        | 0        |          |
| Mittelfeldspieler |                     |                          |            |          |          |          |          |          |          |
| 6                 | Yazid Mansouri      | FC Lorient               | 25.02.1978 | 0        | 0        | 0        | 0        | 0        |          |
| 7                 | Ryad Boudebouz      | FC Sochaux               | 19.02.1990 | 3        | 0        | 0        | 0        | 0        |          |
| 8                 | Medhi Lacen         | Racing Santander         | 15.03.1984 | 3        | 0        | 2        | 0        | 0        |          |
| 13                | Karim Matmour       | Borussia Mönchengladbach | 25.06.1985 | 3        | 0        | 0        | 0        | 0        |          |
| 15                | Karim Ziani         | VfL Wolfsburg            | 17.08.1982 | 3        | 0        | 0        | 0        | 0        |          |
| 17                | Adlène Guedioura    | Wolverhampton Wanderers  | 12.11.1985 | 3        | 0        | 0        | 0        | 0        |          |
| 19                | Hassan Yebda        | FC Portsmouth            | 14.05.1984 | 3        | 0        | 2        | 0        | 0        |          |
| 20                | Djamel Mesbah       | US Lecce                 | 09.10.1984 | 1        | 0        | 0        | 0        | 0        |          |
| 21                | Foued Kadir         | FC Valenciennes          | 05.12.1983 | 3        | 0        | 0        | 0        | 0        |          |
| 22                | Djamel Abdoun       | FC Nantes                | 14.02.1986 | 1        | 0        | 0        | 0        | 0        |          |
| Stürmer           |                     |                          |            |          |          |          |          |          |          |
| 9                 | Abdelkader Ghezzal  | AC Siena                 | 05.12.1984 | 2        | 0        | 1        | 1        | 0        |          |
| 10                | Rafik Saïfi         | FC Istres                | 07.02.1975 | 2        | 0        | 0        | 0        | 0        |          |
| 11                | Rafik Djebbour      | AEK Athen                | 08.03.1984 | 2        | 0        | 0        | 0        | 0        |          |
| Trainer           |                     |                          |            |          |          |          |          |          |          |
|                   | Rabah Saâdane       |                          | 03.05.1946 |          |          |          |          |          |          |

## Vorrunde
| Rang | Land      | Tore | Punkte |
| ---- | --------- | ---- | ------ |
| 1    | USA       | 4:3  | 5      |
| 2    | England   | 2:1  | 5      |
| 3    | Slowenien | 3:3  | 4      |
| 4    | Algerien  | 0:2  | 1      |

In der Vorrunde der Weltmeisterschaft 2010 in Südafrika traf die algerische Fußballnationalmannschaft in der Gruppe C auf England, die Vereinigten Staaten und Slowenien. Den Vorteil der ersten WM auf heimischem Kontinent konnte Algerien nicht nutzen. Lediglich gegen England gelang mit einem torlosen 0:0 ein Achtungserfolg, die beiden anderen Partien gingen knapp verloren. Ohne einen Torerfolg landeten die Algerier abgeschlagen auf dem letzten Platz der Tabelle nach der Vorrunde und schieden aus.
- Sonntag, 13. Juni 2010; 13:30 Uhr in Polokwane
Algerien – Slowenien 0:1 (0:0)

- Freitag, 18. Juni 2010; 20:30 Uhr in Kapstadt
England – Algerien 0:0

- Mittwoch, 23. Juni 2010; 16:00 Uhr in Tshwane/Pretoria
USA – Algerien 1:0 (0:0)